# The Thrill Is Gone
The Thrill Is Gone (engl. in etwa für die Luft ist raus) ist der Titel eines langsamen Bluessongs, der 1951 von den West-Coast-Blues-Musikern Roy Hawkins und Rick Darnell geschrieben wurde.

## Entstehungsgeschichte
Das Blues-Lied basierte auf einem Broadway-Musical-Stück gleichen Titels von 1931 aus dem Musical George White's Scandals von Lew Brown und Ray Henderson, das erstmals im selben Jahr durch Rudy Vallée and His Connecticut Yankees aufgeführt wurde, Platz 10 der Charts erreichte und bei Victor Records veröffentlicht wurde. Hawkins Version erreichte 1951 Platz 6 in den US-amerikanischen Rhythm ’n’ Blues Billboard Charts.
Die Vorlage des Songs von 1931 wurde im Bereich des Jazz ab den 1930er-Jahren u. a. auch von den Boswell Sisters, Freddie Slack, George Chisholm, Hadda Brooks, Chet Baker, Chris Connor, Patti Page, Dakota Staton, Ann Richards, Carmen McRae, Mary Ann McCall, Stan Getz, Monica Zetterlund, Julie London und Helen Merrill gecovert.

## Version von B. B. King
Die vermutlich bekannteste Version des Stücks stammt von B. B. King auf dem Album Completely well von 1969. Diese Version war im zwölftaktigen Bluesschema (mit 4/4-Takten) verfasst und verwendete Streicher im Hintergrund. Sie erreichte Platz 3 der R&B Charts und Platz 15 der Billboard Hot 100 Charts. In Folge erhielt B. B. King 1970 den Grammy Award für die beste männliche R&B-Gesangsdarbietung und 1998 einen Grammy Hall of Fame Award. Seine Version wurde von der Zeitschrift Rolling Stone auf Platz 183 der 500 größten Lieder aller Zeiten eingestuft. Weitere Versionen von The Thrill Is Gone veröffentlichte B. B. King auf den Alben Live in Cook County Jail (1971), Bobby Bland and B.B. King Together Again...Live (1976) und Live at San Quentin (1991).

## Weitere Versionen
Nachdem B. B. King den Song popularisiert hatte, nahmen ihn u. a. auch Sheila Jordan, Ella Fitzgerald, Jimmy Rowles, Karin Krog, Archie Shepp und Martin Speake auf. Die Blues-Version von The Thrill Is Gone wurde außerdem von weiteren Künstlern aufgenommen, darunter Aretha Franklin auf ihrem Album Spirit in the Dark (1970), Little Milton auf Waiting for Little Milton (1973), Chicken Shack/Stan Webb auf Poor Boy (The Deram Years 1972–1974) (1973), Luther Allison auf Live in Paris (1979), The Crusaders auf Royal Jam (1981), Barbara Mandrell auf ...In Black and White (1982), Jerry García und David Grisman auf ihrem gleichnamigen Album (1991), The Manhattan Transfer auf Tonin‘ (1995), Dishwalla auf dem Soundtrack von Things to Do in Denver When You're Dead (1995), Diamanda Galás auf Malediction & Prayer (1998), Willie Nelson auf Milk Cow Blues (2000), The Marshall Tucker Band auf Stompin' Room Only (2003), Pappo auf Buscando un amor (2003), Leslie West auf Got Blooze (2005) und The Eric Steckel Band auf Havana (2006). Das gleichnamige Stück von M.C. Hammer auf dem Album Feel My Power verwendet B. B. Kings Version als Sample. Christina Aguilera sang 2014 das Stück auf dem New Orleans Jazz & Heritage Festival.